# William B. Travis
William Barret „Buck” Travis (n. 1 august 1809, Carolina de Sud, SUA – d. 6 martie 1836, Bătălia de la Alamo, Coahuila, Mexic) a fost un avocat și soldat american din secolul al XIX-lea. El este cunoscut pentru contribuția la declanșarea Revoluției Texane în timpul tulburărilor de la Anahuac⁠(d) și pentru rolul său de comandant la Misión San Antonio de Valero⁠(d) („Alamo”) ca locotenent-colonel în armata texiană⁠(d).
În timpul asediului misiunii Alamo⁠(d), Travis a scris o scrisoare în care pleda pentru întăriri⁠(d), care a devenit cunoscută drept scrisoarea „Victorie sau moarte”.⁠(d) Este considerat unul dintre cele mai notabile documente din istoria Americii. Când Travis și apărătorii au fost învinși, uciși și arși de armata lui Santa Anna, el a devenit martir, iar numele lui — strigăt de luptă⁠(d) pentru cauza independenței Texasului. Alamo este considerată una dintre cele mai notabile ultime redute din istorie. Strigătul de luptă „Remember the Alamo” a devenit motto-ul oficial al Texasului între 1836–1930 și este prezent pe sigiliul statului⁠(d). Alamo este destinația turistică numărul unu din Texas, monument istoric național⁠(d) și sit în Patrimoniul Mondial UNESCO⁠(d).
Fort Travis, Travis Park, comitatul Travis, Lake Travis, Travis High School, Travis Early College High School, Travis Science Academy, William B. Travis Building (Austin) și 12 școli elementare sunt numite în onoarea lui.

## Tinerețea

### Strămoși, primii ani și educație
Bunicul lui Travis, Berwick (cunoscut și ca Barrett) Travis, a venit în coloniile britanice din America de Nord la vârsta de 12 ani, unde a fost pus la muncă pentru plata datoriei⁠(d) pentru mai bine de un deceniu. Strămoșii lui Berwick au venit în America de Nord la sfârșitul anilor 1600, iar bunicul lui Berwick (Barrett) s-a născut în Perquimans, Carolina de Nord, dar s-a întors în Marea Britanie pentru pregătirea medicală. Descendent al familiei Travers de la Tulketh Castle din Preston, Anglia, Berwick a avut o viață care nu semăna deloc cu gloria și avuția strămoșului său. După ce a muncit în perioada de servitute, el a călătorit spre sud, până în colonia Carolina de Sud, unde a primit un grant de peste 100 de acri de pământ în ceea ce este acum comitatul Saluda, Carolina de Sud. Un an mai târziu, s-a căsătorit cu Anne Smallwood și și-au trăit viața acolo. Au avut patru fiice și trei fii, printre care Mark Travis și misionarul baptist Alexander Travis⁠(d).
Mark Travis s-a căsătorit cu Jemima Stallworth la 1 iunie 1808. L-a născut pe William Barret Travis la 1 august 1809. Înregistrările diferă în ceea ce privește data sa de naștere, unele arată 1, altele 9 august, dar fratele său cel mai mic James C. Travis, care deținea Biblia familiei Travis la momentul declarației sale, a indicat că William se născut pe intâi. Mark și Jemima au mai avut nouă copii în următorii douăzeci de ani.
Unchiul lui Travis, Alexander, a migrat pe noul teritoriu al Alabamei după Războiul din 1812, stabilindu-se în actualul comitat Conecuh. El și-a îndemnat fratele și familia să vină alături de el, spunându-le că acolo terenul este ieftin și ușor de achiziționat, așa că Mark și-a luat familia, inclusiv pe tânărul William, pe atunci în vârstă de 9 ani, în Alabama. S-au stabilit în noul oraș Sparta, unde Mark Travis a achiziționat primul certificat de la compania Sparta Land. Tânărul Travis a crescut în Sparta și, în timp ce tatăl său se ocupa de agricultură, unchiul său Alexander a devenit cunoscut, organizând Biserica Old Beulah (printre alte biserici), predicând în comitatele învecinate și în apropiere de Evergreen, Alabama⁠(d), exercitând o influență puternică asupra tânărului Travis.
În același timp, Alexander a fondat și Academia Sparta și a servit ca superintendent al acesteia. Travis a primit prima sa educație formală la Academia Sparta, studiind discipline variind de la greacă și latină până la istorie și matematică. După câțiva ani, Travis s-a mutat la academia profesorului William H. McCurdy din Claiborne, Alabama⁠(d).
După ce și-a încheiat studiile la vârsta de 18 ani, Travis a câștigat un post de profesor asistent în comitatul Monroe, slujbă în care a lucrat mai puțin de un an. A cunoscut o studentă, Rosanna Cato, de care s-a simțit imediat atras și cu care a început o relație romantică.

## Viața în Claiborne, datoriile și necazurile
Dornic să scape de viața de la fermă, Travis și-a permanentizat mutarea la Claiborne, unde a început să studieze dreptul. Celebrul avocat James Dellet⁠(d) l-a acceptat pe Travis drept ucenic. La acea vreme, Claiborne era un oraș important din Alabama, care se afla chiar lângă râul Alabama, unde comerțul și viața socială păreau să fie mult mai evoluate decât în comunitatea din Sparta, care încă era în curs de dezvoltare.

### Creșterea datoriilor și eșecul
Travis și Cato s-au căsătorit la 26 octombrie 1828. Cato a dat naștere primului lor fiu, Charlie, un an mai târziu, deși există dovezi care susțin că Charlie se născuse de fapt în afara căsătoriei sau poate chiar cu un an înainte.
În timp ce studia dreptul la Dellet, Travis era dornic să-și reia cariera profesională și să se pătrundă în înalta societate din Claiborne. Travis a lansat un ziar, Claiborne Herald, care, la fel ca multe alte ziare ale vremii, aborda subiecte de la activități din Congres la povești despre aventuri din întreaga lume, anunțuri locale, reclame și multe altele. În esență, Travis conducea el însuși ziarul și, în primele luni de funcționare, venitul din această activitate a fost unul modest și insuficient pentru a se întreține pe sine, pe Rosanna și pe tânărul Charlie. Stresul financiar a dus la neatenții la Herald: reclamele erau tipărite din greșeală cu susul în jos, literele⁠(d) nu erau corect aranjate în tiparniță, și cuvintele apăreau adesea dezordonat, și se publicau în continuare reclame expirate. I-a fost greu să continue tipărirea ziarului și, deși a cerut ajutor, nu a primit niciunul.

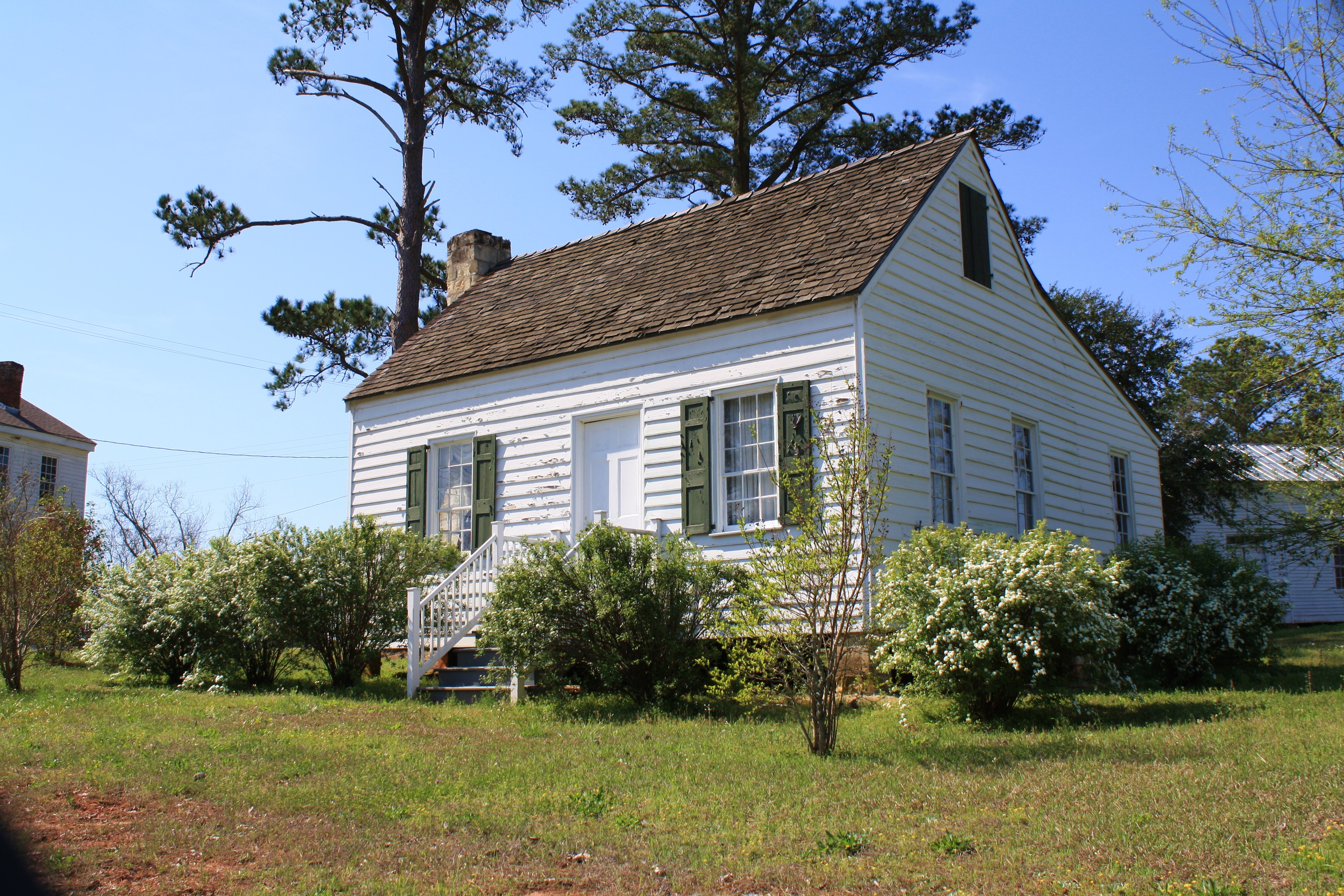
Casa lui Travis și a Rosannei, mutată în Perdue Hill, Alabama și restaurată în 1985

La 27 februarie 1829, Travis a promovat examenul la drept și a primit permisiunea de a profesa legal, așa că a împrumutat 55,37 de dolari (~127 mii de dolari în 2017) pentru a deschide un birou de avocatură, precum și 90 de dolari la începutul anului pentru a finanța Herald. Îndatorat și practic fără venituri, a primit trei studenți în gazdă și, pentru a o ajuta pe Rosanna cu volumul de muncă, a cumpărat doi sclavi. Întreținerea sclavilor îi creștea cheltuielile, împingându-l pe Travis spre și mai multe datorii.
În 1829, edițiile ziarului Herald s-au rărit; în toamnă s-au publicat doar șase numere, deși intenția era de a publica săptămânal. Formatul s-a schimbat de la un ziar la o foaie cu două fețe. Totuși, nimeni nu l-a ajutat pe Travis cu ziarul său și până la sfârșitul acelui an, Herald și-a încetat apariția.
Neavând clienți la cabinetul de avocatură, datoriile au continuat să crească. Împrumuturile anterioare nu au fost niciodată plătite și la ele s-au adăugat și alte datorii — 192,40 de dolari în mai 1829, 50,12 dolari în iunie și 50 de dolari în iulie. Cabinetul de avocatură nu a reușit să atragă clienți semnificativi, deoarece personele ca Dellet continuau să beneficieze de mai multă încredere decât Travis. Până la închiderea cabinetului de avocatură din Claiborne, a avut doar șase cazuri și a primit onorarii de mai puțin de 4 dolari. Până în primăvara anului 1831, datoria lui era de 834 de dolari (~ 19,2 mii dolari în 2017).
Împreună cu alții cărora Travis le datora bani, Dellet nu a avut de ales decât să intenteze proces pentru ca datoriile lui Travis să fie rambursate. La un moment dat în timpul procesului, Travis a depus cerere ca cazul să fie respins pentru că el era prea tânăr (era considerat încă minor în multe părți ale statului Alabama). Dellet a răspuns obligându-l pe Travis să se ridice, strigând la sala de judecată „Domnilor, fac «dovada» acestui copil!”. Travis a stat în picioare umilit într-o sală de judecată plină de oameni care hohoteau de râs, iar grefierul Curții a emis ordine pentru arestarea lui la 31 martie 1831.
La un moment dat, în timpul petrecut în Claiborne, Travis a auzit povești despre Texas, care era pe atunci un stat de graniță al Primei Republici Mexicane. În Texas, exista se făcea masiv speculă cu terenuri și imigrație, cu coloniști veniți din Statele Unite și Europa. Exista și o cerere puternică de avocați care să facă față afluxului de imigranți și tranzacțiilor cu terenuri, așa că a luat rapid decizia de a merge în Texas. El i-a promis Rosannei (acum însărcinată cu un al doilea copil) că, în timp ce va fi în Texas, va câștiga destui bani pentru a-și plăti toate datoriile. Rosanna a avut încredere că el se va întoarce în cele din urmă sau va trimite după ea și copiii lui. El nu a făcut niciuna din acestea. Travis a evitat arestarea și a plecat în Texas.

## Texas și tulburările din Anahuac

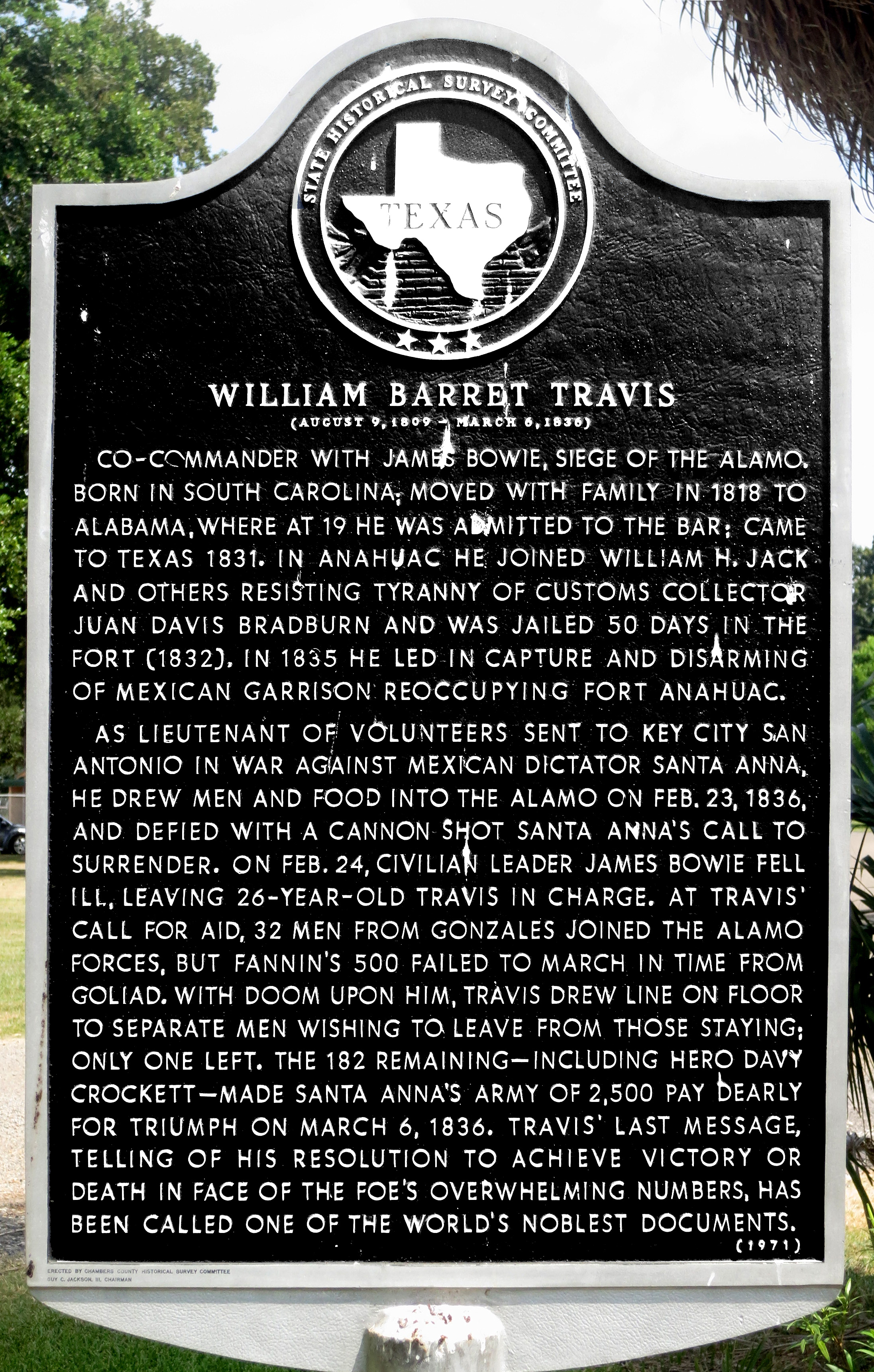
Reper istoric despre William Barret Travis la Anahuac, Texas

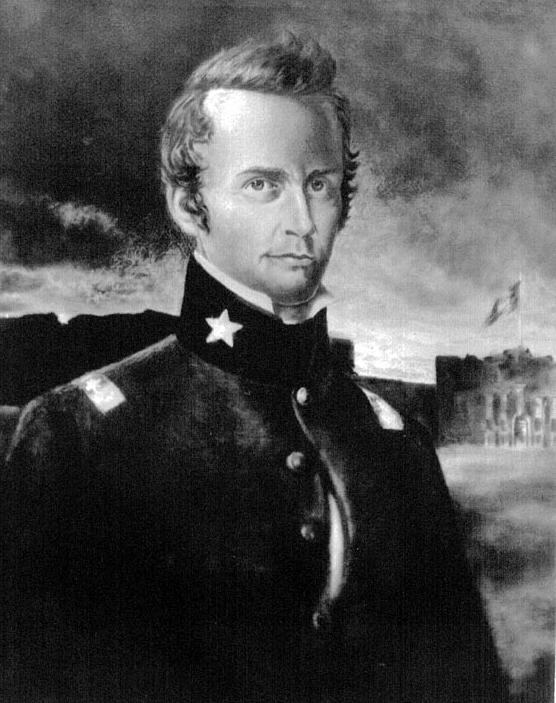
William B. Travis, pictat de, la mai mulți ani după moartea lui Travis, folosind un substitut ca model.

În mai 1831, la sosirea sa în Texasul mexican, o parte din nordul Mexicului la acea vreme, Travis a cumpărat teren de la Stephen F. Austin⁠(d), care l-a numit consilier din Statele Unite.
A înființat un cabinet de avocatură în Anahuac și a ajutat la înființarea unei miliții care să se opună guvernării mexicane. Ulterior, el a devenit o figură esențială în tulburările din Anahuac⁠(d). 
Tulburările de la Anahuac au fost conflicte care au izbucnit cu puțin timp înainte de Revoluția Texană și au fost rezultatul tensiunilor dintre guvernul mexican și milițiile texane.
Prima tulburare din 1832 a fost declanșată de o dispută cu privire la proprietatea sclavilor evadați pe care generalul de brigadă mexican Juan Davis Bradburn⁠(d) îi ținea în siguranță în complexul său din Galveston⁠(d), precum și de suspiciunile lui Bradburn în jurul miliției din care făcea parte Travis. În 1832, proprietarul de sclavi l-a angajat pe Travis să-l reprezinte și să încerce să-i recupereze pe sclavi. El a fost arestat de două ori de Bradburn, inclusiv pentru suspiciunea că i-a trimis o scrisoare de amenințare lui Bradburn. Bradburn însuși era convins că Austin complota să se răscoale împotriva autorităților mexicane. Când o miliție anglo-texiană a venit să-l elibereze pe Travis, el i-a încurajat să-i atace pe mexicani în timpul negocierilor, în ciuda faptului că Bradburn amenința că îl va împușca pe Travis dacă miliția atacă. Austin a fost eliberat în cadrul negocierilor, dar a existat un scurt conflict soldat cu șase morți și cu rezoluțiile de la Turtle Bayou⁠(d).
O a doua dispută a apărut la 27 iunie 1835, când tensiunile au escaladat în urma protestelor anti-taxe ale texanilor și a organizării unui grup cunoscut sub numele de Cetățenii Texasului.
Două persoane din grup, Briscoe și Harris, au organizat o acțiune pentru a testa legile fiscale și au fost arestați de comandantul mexican căpitanul Antonio Tenorio. Soldații care îi escortau pe Harris și Briscoe au împușcat și au rănit un alt texian, tânărul William Smith.
Când s-a auzit vestea despre arestări în San Felipe de Austin⁠(d), liderul politic Peter Miller l-a autorizat pe Travis să adune o miliție texiană⁠(d) care să dea o replică. Travis a ocupat și luat un vas de la Harrisburg⁠(d) și a navigat spre Anahuac. Forța sa de 25 de oameni a obținut rapid capitularea celor peste 40 de soldați mexicani. După ce i-au dezarmat, Travis și compania i-au eliberat pe texiani și au expulzat trupele mexicane.
Deoarece Travis a acționat fără sprijinul larg al comunității, și-a cerut scuze pentru a nu-l pune în pericol pe Stephen F. Austin⁠(d), care se afla la acea vreme în Ciudad de México. Mai târziu în acea vară, autoritățile militare mexicane au cerut predarea lui Travis pentru un proces militar, dar coloniștii s-au opus.

## Revoluția Texană și Alamo
Travis a fost înrolat ca locotenent colonel al Legiunii de Cavalerie și a devenit ofițerul șef de recrutare pentru o nouă armată regulată texiană. Guvernatorul Henry Smith⁠(d) i-a ordonat lui Travis să strângă o companie de soldați profesioniști pentru a-i întări pe texianii aflați atunci sub comanda lui James C. Neill⁠(d) la Misiunea Alamo din San Antonio⁠(d). Travis s-a gândit să ignore ordinele, scriindu-i lui Smith: „Sunt dispus, ba chiar nerăbdător, să merg în apărarea Bexarului, dar, domnule, nu vreau să-mi risc reputația... plecând în țara inamicului cu atât de puține mijloace, cu atât de puțini oameni și atât de prost echipați”. James Bowie a sosit la Alamo cu 30 de oameni pe 19 ianuarie 1836. Pe 3 februarie, Travis a sosit în San Antonio cu optsprezece soldați regulați ca întăriri. S-a ajuns la un compromis între Bowie și Travis pentru comanda de la Alamo, Bowie rămânând la comanda voluntarilor și Travis la comanda trupelor regulate. Când sănătatea lui Bowie a început să se deterioreze, compromisul a devenit irelevant, iar Travis a devenit comandantul oficial al garnizoanei Alamo. Pe 6 martie 1836, în urma unui asediu de treisprezece zile, Santa Anna a ordonat atacul asupra misiunii Alamo înaintea zorilor. Travis a murit luptând până la capăt, iar rămășițele sale au fost arse împreună cu toți ceilalți apărători de la Alamo.

## Scrisoarea lui Travis „Victorie sau moarte” de la Alamo

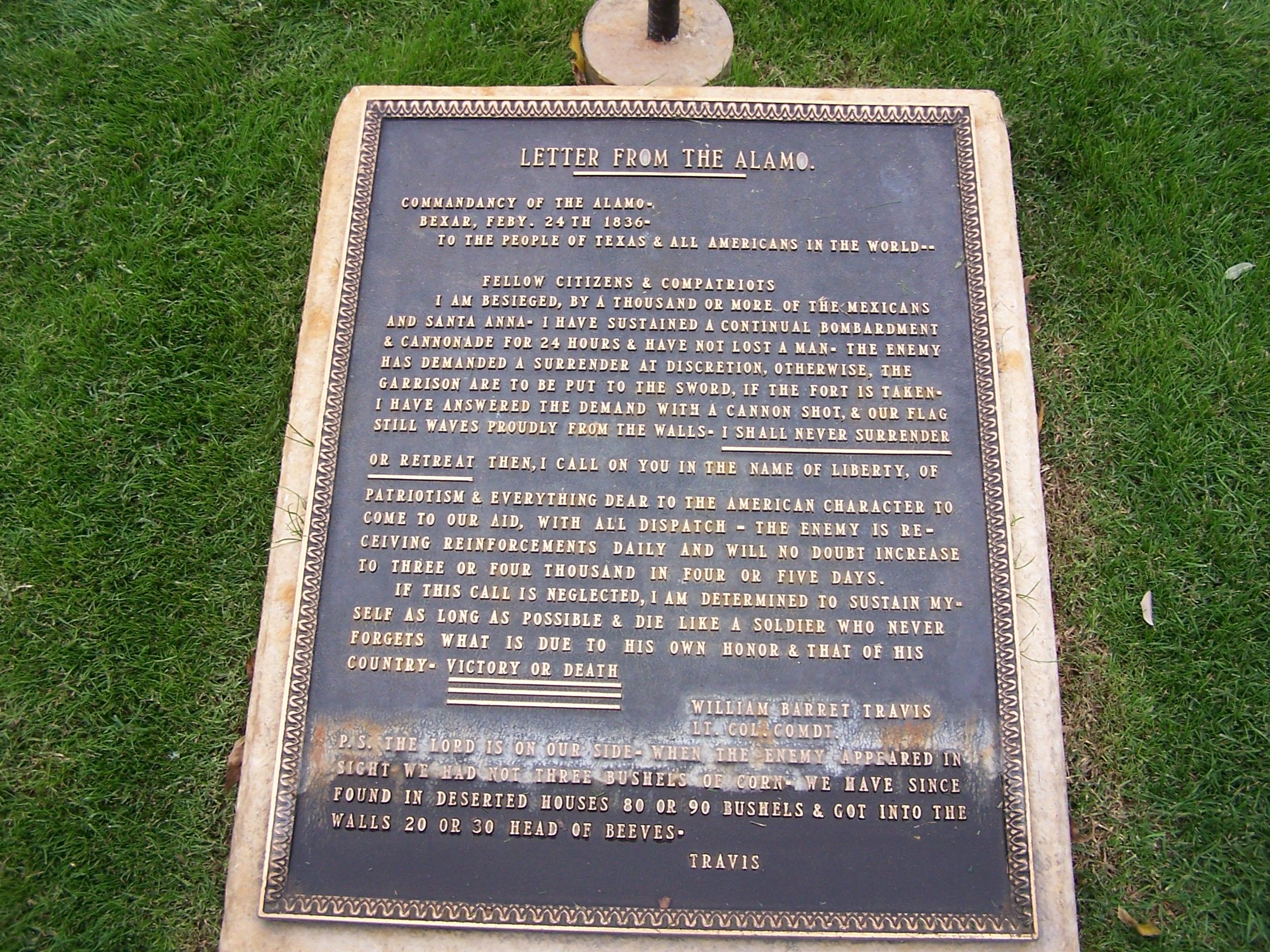
Placă cu conținutul scrisorii în fața misiunii Alamo

La 24 februarie 1836, în timpul asediului misiunii Alamo de către Santa Anna, Travis a scris o scrisoare adresată „Poporului din Texas și tuturor americanilor din lume”:
Concetățeni și compatrioți;

Sunt asediat, de o mie sau mai bine de mexicani în frunte cu Santa Anna. Am suferit un bombardament și o canonadă continue de 24 de ceasuri și nu am pierdut niciun om. Dușmanul a cerut o capitulare la discreție, altfel garnizoana va fi trecută prin sabie dacă cetatea este cucerită. Am răspuns la cererea lui cu o salvă de tun, și steagul nostru încă flutură cu mândrie pe ziduri. Niciodată nu mă voi preda și nu mă voi retrage. Atunci, mă adresez vouă, în numele Libertății, patriotismului și a tot ce este drag caracterului american, să veniți în ajutorul nostru, cu toată graba. Dușmanul primește întăriri zi de zi și fără îndoială va crește la trei sau patru mii în patru sau cinci zile. Dacă această chemare este neascultată, sunt hotărât să rezist atât cât se poate și să mor ca un soldat care nu uită niciodată ce datorează onoarei proprii și celei a țării lui. VICTORIE sau MOARTE.

 William Barret Travis

 Lt. Col. Comdt.

P.S. Domnul este de partea noastră. Când dușmanul s-a ivit, nu aveam nici trei coșuri de porumb. De atunci am găsit în casele părăsite 80 sau 90 de coșuri și am adus între ziduri 20 sau 30 de vite.

 Travis
El a dat această scrisoare curierului Albert Martin să o transmită. Plicul care conținea scrisoarea avea eticheta „VICTORIE sau MOARTE”. Scrisoarea, deși nu a putut să aducă ajutor garnizoanei de la Alamo, a făcut mult pentru a motiva armata texiană și a ajutat la ralierea sprijinului în America pentru cauza independenței Texasului. De asemenea, a cimentat statutul lui Travis de erou al Revoluției Texane.

## Presupusa înmormântare

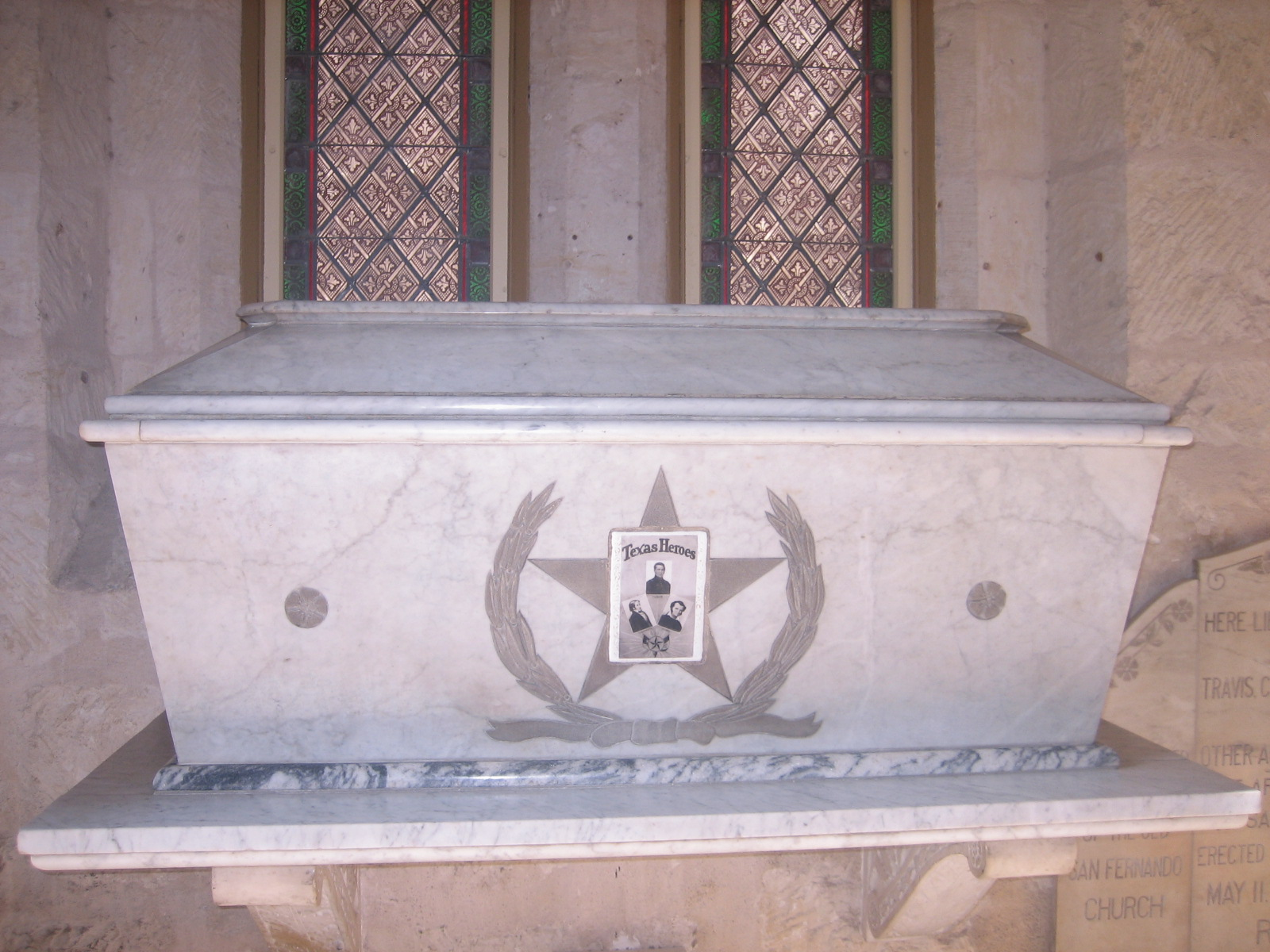
Sarcofagul din cu imagini ale lui Travis, Bowie și Crockett

La un an după bătălie, la ordinele generalului Felix Huston⁠(d), colonelul Juan Seguín⁠(d) a supervizat recuperarea cenușii abandonate a apărătorilor misiunii Alamo din trei locații. La 28 martie 1837, a avut loc o ceremonie publică oficială pentru a da cenușii o înmormântare creștină. Se credea că ei au fost îngropați în vecinătatea misiunii Alamo, dar locația exactă a fost uitată în timp. Când s-a renovat Catedrala din San Fernando⁠(d) San Antonio pentru construcția unui nou altar la centenarul Texasului, în 1936, s-au găsit rămășițe umane despre care se crede că sunt cele ale apărătorilor misiunii Alamo. Din cauza discrepanțelor din diferite relatări în secolul care a urmat după înmormântare, opinia publică a fost împărțită dacă acestea erau sau nu rămășițele apărătorilor. Cenușa recuperată a fost reîngropată într-un sarcofag de marmură din interiorul catedralei, care se presupune că ar conține oasele lui Travis, Crockett și Bowie, precum și ale altora. Cererilor pentru testarea ADN nu li s-a dat curs.

## Familia
Travis s-a căsătorit cu una dintre fostele sale eleve, Rosanna Cato (1812–1848), în vârstă de 16 ani, la 26 octombrie 1828. Cuplul a rămas în Claiborne și a avut un fiu, Charles Edward, în 1829 și o fiică, Susan, în 1831. Ei au divorțat oficial prin hotărârea tribunalelor comitatului Marion la 9 ianuarie 1836, prin Legea nr. 115. Rosanna s-a căsătorit cu Samuel G. Cloud în Monroeville, Alabama⁠(d), pe 14 februarie 1836. Amândoi au murit de febră galbenă în timpul unei epidemii care a afectat statul în 1848.
Charles Edward Travis (1829–1860) a fost crescut de mama sa și de al doilea soț al ei. A obținut un loc în legislativul Texasului⁠(d) în 1853. În 1855, s-a înrolat în armata Statelor Unite cu grad de căpitan într-un regiment de cavalerie (care mai târziu a fost redenumit Regimentul 5 de Cavalerie comandat de Albert Sidney Johnston), dar a fost lăsat la vatră în mai 1856 pentru „comportament nepotrivit unui ofițer și gentleman”, în urma unei acuzații conform căreia ar fi trișat la cărți. A contestat decizia fără niciun rezultat. Apoi a trecut la studiile de drept, obținând o diplomă de la Universitatea Baylor⁠(d) în 1859. A murit de tuberculoză un an mai târziu an și este înmormântat în Cimitirul Masonic.
Susan Isabella Travis (1831–1868) s-a născut după ce Travis plecase în Texas. Deși paternitatea ei a fost pusă la îndoială, Travis a numit-o fiica lui în testamentul său. S-a căsătorit cu un stăpân de plantație din Chappell Hill, Texas. Fiul lor, care a murit tânăr, a fost William Barret Grissett, iar fiica lor a fost Mary Jane Grissett Davidson DeCaussey.